# 광둥성 인민경기장
광둥성 인민경기장(중국어: 广东省人民体育场)은 중화인민공화국 광저우시에 위치한 경기장이다. 1922년에 쑨원의 지시에 따라 공사가 시작되었으며 1932년에 개장했다. 1991년 FIFA 여자 월드컵 경기가 열린 경기장 가운데 한 곳이며 과거 광둥 르즈취안과 광저우 에버그란데의 홈 구장으로 사용되기도 했다.